# Bob Turner (Eishockeyspieler)
Robert George „Bob“ Turner (* 31. Januar 1934 in Regina, Saskatchewan; † 7. Februar 2005 ebenda) war ein kanadischer Eishockeyspieler, -trainer, -scout und -funktionär, der im Verlauf seiner aktiven Karriere zwischen  und  unter anderem 546 Spiele für die Canadiens de Montréal und Chicago Black Hawks in der National Hockey League auf der Position des Verteidigers bestritten hat. Während seiner acht Spielzeiten in der NHL gewann Turner insgesamt fünfmal den Stanley Cup – alle aufeinanderfolgend zwischen 1956 und 1960 mit den Canadiens de Montréal. Darüber nahm er sechsmal am NHL All-Star Game teil.

## Karriere
Turner verbrachte seine Juniorenzeit zwischen 1951 und 1954 bei den Regina Pats aus seiner Geburtsstadt Regina in der Provinz Saskatchewan. Zeitweise war der Verteidiger dort auch für die Regina Capitals aktiv und sammelte damit erste Erfahrungen im Herrenbereich. Über die Cataractes de Shawinigan Falls aus der Ligue de hockey senior du Québec schaffte Turner schließlich im Verlauf der Saison 1955/56 den Sprung in den Kader der Canadiens de Montréal aus der National Hockey League.
Dort konnte sich der Abwehrspieler schnell eingewöhnen und wurde in seiner Rookiespielzeit am Ende der Stanley-Cup-Playoffs 1956 mit dem erstmaligen Gewinn der gleichnamigen Trophäe belohnt. In den folgenden vier Spieljahren wiederholte er den Titelgewinn mit den Habs und nahm als Mitglied des amtierenden Meisters ebenso oft am NHL All-Star Game teil. Turner bestach während seiner Zeit bei den Canadiens vor allem durch seine Qualitäten in der Defensive. Während seiner sechs Spielzeiten im Trikot Montréals erreichte er nur zweimal mehr als fünf Scorerpunkte. Insbesondere die Saison 1958/59 stach dabei heraus, als er nach dem Abgang von Dollard St. Laurent eine gewichtigere Rolle einnahm und 28 Punkte erzielte.
Im Juni 1961 wurde der Kanadier nach sechs Spielzeiten im Trikot der Canadiens de Montréal zum amtierenden Stanley-Cup-Sieger Chicago Black Hawks transferiert. Als Kompensation erhielten die Canadiens Fred Hilts. Bei den Black Hawks absolvierte Turner zwei weitere NHL-Spieljahre und stellte dort mit acht Toren in der Saison 1961/62 einen persönlichen Rekord auf. Nachdem er zur Spielzeit 1963/64 in die American Hockey League zu den Buffalo Bisons abgeschoben worden war, verbrachte er seine letzte Profispielzeit dort. Einem Wechsel zu den Los Angeles Blades aus der Western Hockey League kam der 30-Jährige schließlich mit seinem Rücktritt vom aktiven Sport im Sommer 1964 zuvor.
Turner blieb dem Eishockeysport aber nach seinem Rücktritt treu. Er kehrte nach Regina zurück und war mit Unterbrechungen zwischen 1965 und 1977 Cheftrainer der Regina Pats. Zeitweise war er dort auch als General Manager tätig. Seine größten Erfolge mit dem Team feierte er in der Saison 1973/74 in der Western Canada Hockey League, als er die Mannschaft zum Gewinn des Doubles bestehend aus dem President’s Cup der WCHL und dem Memorial Cup der gesamten Canadian Hockey League führte. Darüber hinaus fungierte er in den späten 1960er- und frühen 1970er-Jahren gelegentlich als Scout der Oakland Seals aus der NHL.
Später war er als Immobilienmakler und für die Molson-Brauerei tätig. Im Jahr 1994 wurde Turner für seine Verdienste um den Eishockeysport in die Saskatchewan Sports Hall of Fame aufgenommen. Er verstarb im Februar 2005 im Alter von 71 Jahren nach einer langjährigen Krankheit in seiner Geburtsstadt.

## Erfolge und Auszeichnungen
| - 1954 WCJHL First All-Star Team - 1956 Stanley-Cup-Gewinn mit den Canadiens de Montréal - 1956 Teilnahme am NHL All-Star Game - 1957 Stanley-Cup-Gewinn mit den Canadiens de Montréal - 1957 Teilnahme am NHL All-Star Game - 1958 Stanley-Cup-Gewinn mit den Canadiens de Montréal - 1958 Teilnahme am NHL All-Star Game - 1959 Stanley-Cup-Gewinn mit den Canadiens de Montréal | - 1959 Teilnahme am NHL All-Star Game - 1960 Stanley-Cup-Gewinn mit den Canadiens de Montréal - 1960 Teilnahme am NHL All-Star Game - 1961 Teilnahme am NHL All-Star Game - 1974 President’s-Cup-Gewinn mit den Regina Pats (als Cheftrainer) - 1974 Memorial-Cup-Gewinn mit den Regina Pats (als Cheftrainer) - 1994 Aufnahme in die Saskatchewan Sports Hall of Fame |

## Karrierestatistik
(Legende zur Spielerstatistik: Sp oder GP = absolvierte Spiele; T oder G = erzielte Tore; V oder A = erzielte Assists; Pkt oder Pts = erzielte Scorerpunkte; SM oder PIM = erhaltene Strafminuten; +/− = Plus/Minus-Bilanz; PP = erzielte Überzahltore; SH = erzielte Unterzahltore; GW = erzielte Siegtore; 1 Play-downs/Relegation; Kursiv: Statistik nicht vollständig)